# Lukáš Ševít
Lukáš Ševít (* 7. September 1984 in Ostrava, Tschechoslowakei) ist ein ehemaliger tschechischer Naturbahnrodler. Er startete während zweier Saisonen bei internationalen Wettbewerben im Einsitzer und nahm neben zwei Juniorenmeisterschaften an zwei Weltcuprennen sowie an der Weltmeisterschaft 2000 teil.

## Karriere
Lukáš Ševít hatte seinen ersten internationalen Auftritt bei der Juniorenweltmeisterschaft 1999 in Hüttau, bei der er unter 31 gewerteten Rodlern den 25. Platz belegte. Sein Debüt im Weltcup gab er am 23. Januar 2000 in Gummer, wo er als 38. den drittletzten Platz belegte. Eine Woche später startete er bei der Weltmeisterschaft 2000 in Olang, wo er unter 60 gewerteten Rodlern den 46. Platz erreichte. Bei der in der folgenden Woche ausgetragenen Junioreneuropameisterschaft in Umhausen fuhr Ševít auf Platz 29 unter 36 gewerteten Rodlern. Am Ende der Saison 1999/2000 nahm er in Fénis an seinem zweiten und letzten Weltcuprennen teil, das er als Vorletzter an 26. Stelle beendete. Nach 2000 nahm Ševít an keinen internationalen Wettkämpfen mehr teil.

## Erfolge

### Weltmeisterschaften
- Olang 2000: 46. Einsitzer

### Juniorenweltmeisterschaften
- Hüttau 1999: 25. Einsitzer

### Junioreneuropameisterschaften
- Umhausen 2000: 29. Einsitzer

### Weltcup
- 1 Top-30-Platzierung im Einsitzer